# 武漢城市圈城際鐵路
武汉城市圈城际铁路是中国湖北省一个以武汉市为中心的通勤铁路系统、高速城际轨道交通系统。按照湖北省编制的《武汉城市圈城际铁路网规划（2008-2030年）》，城市圈内的城际铁路网将有6条主干线及延长线和环线，以武汉为核心，由“放射线加一个环线”组成，总里程1070公里，设计时速为250公里。其中武汉至孝感、黃石、咸宁、黄冈的4条线路在2009年3月22日率先动工，而余下2条往天门、潜江的线路也正在规划中。武咸铁路已于2013年12月28日开通。武汉到黄石城际铁路和武汉到黄冈城际铁路已于2014年6月18日开通。武汉到孝感城际铁路已于2016年12月1日开通。

### 城际铁路线路示意图

武汉城市圈城际铁路线路示意图

## 具体线路

### 武孝城际铁路
武孝城际铁路由汉口站始发，终点站为孝感东站，正线全长61.8公里，总投资107.2亿元人民币，桥隧比为83%。全线设11个车站，分别是汉口站、后湖、金银潭、天河机场、天河街、闵集、毛陈、槐荫、孝感东，预留盘龙城、王母湖站。天河机场、孝感东为办理列车始发终到车站。

### 武咸城际铁路
武咸城际铁路由武昌站始发，终点站为咸宁南站，正线全长90公里，总投资97.6亿元人民币，桥隧比为43%。全线设13个车站，分别是武昌站、南湖东、 汤逊湖、庙山、普安、纸坊东、乌龙泉东、土地堂东、山坡东、贺胜桥、横沟桥东、咸宁东站、咸宁南站。

### 武黄城际铁路
武黄城际铁路其实是两条连通的城际客运专线，连接武汉市和黄石市、黄冈市 ，也是武汉城市圈城际铁路交通网的重要组成部分。武汉到黄石城际铁路和武汉到黄冈城际铁路已于2014年6月18日同时通车运行。武汉至黄石为主线，武汉至黄冈的线路由葛店南站引出，是为支线。

### 武仙城际铁路
武仙城际铁路全长近88公里，其中71公里与已通车的汉宜铁路共线，近17公里的仙桃支线于2020年12月26日开通运营。作为武汉城市圈城际铁路的一部分，本线使武汉城市圈的交通更加完善。

## 铁路e卡通
2020年，武咸、武石、武冈、武孝四条城际线路开通“铁路e卡通”扫码乘车应用。